# Пуаннум
Пуаннум — шестой правитель Раннего Династического II периода Шумера после Всемирного потопа, Шестой представитель первой династии города-государства древнего Шумера Киша, расположенного на юге древней Месопотамии, который правил 840 лет, согласно Ниппурскому царскому списку.
Историчность сомнительна. Имена правителей до Этаны, кроме Ниппурского царского списка, неизвестны из других исторических источников, и их существование археологически не подтверждено.
Принято считать, что годы его правления значительно завышены. Согласно царскому списку, его сменил Калибум.   